# Massimo Verdastro
Massimo Verdastro (Roma, 9 settembre 1957) è un attore e regista teatrale italiano.
È stato diretto da diversi registi tra i quali Peter Stein, Luca Ronconi, Federico Tiezzi, Giancarlo Nanni, Roberto Andò, Michele Perriera, Sylvano Bussotti, Mauro Avogadro, Roberto Bacci, Serena Sinigaglia.

## Biografia
Il suo primo approccio con l'esperienza teatrale avviene nel 1975, quando partecipa a un laboratorio teatrale dell'Odin Teatret, condotto da Pierfranco Zappareddu, presso il Teatro Alberico di Roma. La sua formazione artistica prosegue con lo studio di mimo e danza contemporanea sotto l'insegnamento di maestri quali Roy Bosier, Patrizia Cerroni, Lidia Biondi, Elsa Piperno e Charlotte Delaporte. Si diploma alla scuola di teatro "Teatès" di Palermo diretta da Michele Perriera nel biennio 1979-1980.
Nel 1984 a Gubbio dirige il "primo Laboratorio Teatrale Città di Gubbio", quindi insieme al regista Riccardo Liberati costituisce la compagnia "Teatro Hotel Centrale", con la quale porta in scena testi di Frank Wedekind, Samuel Beckett, Torquato Tasso e un adattamento scenico di Hermaphrodito, dal romanzo omonimo di Alberto Savinio, presentato nel 1987 al Teatro La Piramide di Roma, nell’ambito della rassegna "La Giovine Italia", diretta da Giuseppe Bartolucci.
Nel 1989 a Narni e Perugia partecipa ai laboratori di perfezionamento per attori sotto la direzione di Luca Ronconi e nel 1990 prende parte alla messinscena de Gli ultimi giorni dell'umanità di Karl Kraus, per la regia di Ronconi, all'ex sala-presse "Lingotto" di Torino. Nel 1995 inizia il sodalizio artistico con la "compagnia Lombardi-Tiezzi", partecipando come attore a diversi spettacoli per la regia di Federico Tiezzi.
Nel 1999 fonda a Firenze, con la cantante Francesca Della Monica, la "compagnia Verdastro-Della Monica" con la quale realizza in qualità di regista e interprete numerosi spettacoli, tra cui quello ispirato al Satyricon di Petronio. Nel 2008 nasce così il progetto di studio e approfondimento di alcuni temi legati al grande romanzo della latinità, che vede il coinvolgimento di otto autori Italiani: Luca Scarlini, Antonio Tarantino (drammaturgo), Marco Palladini, Letizia Russo, Stefano Massini, Magdalena Barile, Andrea Balzola e Lina Prosa. A questi viene affidato il compito di dare forma teatrale a diversi episodi dell’opera petroniana, scrivendo otto testi inediti che in larga parte andranno a costituire il tessuto drammaturgico dello spettacolo Satyricon - Una visione contemporanea, presentato nel 2012, nella sua versione definitiva, a Roma al Teatro Vascello e al Piccolo Teatro di Milano.
Nel 2002 vince il premio Ubu come migliore attore non protagonista per lo spettacolo L'Ambleto di Giovanni Testori, nel doppio ruolo di Polonio e Arlungo, per la regia di Federico Tiezzi e Sandro Lombardi. Nel 2007 vince il premio E.T.I. Gli Olimpici del Teatro (oggi "Le Maschere del Teatro") come miglior attore non protagonista per l’interpretazione di Upupa ne Gli uccelli di Aristofane, per la regia di Federico Tiezzi e per questa interpretazione, nello stesso anno, è anche finalista al premio Ubu, sempre come miglior attore non protagonista.
Nel corso della sua carriera ha avuto esperienze da attore anche al di fuori dell'ambito teatrale, partecipando a trasmissioni radiofoniche e ad alcuni lungometraggi televisivi e cinematografici, tra cui Habemus Papam, di Nanni Moretti.

## Teatro

### Interpretazioni
- La nave dei pazzi (La scuola dei buffoni – Escuriale) di Michel de Ghelderode, regia di Silvio Benedetto, Teatro in Trastevere, Roma (1977)
- Il gabbiano di Anton Cechov, regia di Michele Perriera, Palermo (1980)
- Il balcone di Jean Genet, regia di Riccardo Liberati, Palermo (1982)
- Occupati di Amelia di George Feydeau, regia di Michele Perriera, Palermo (1983)
- Confessioni di una maschera di Yukio Mishima, Regia di S. Benedetto, Palermo (1983)
- Basta di Samuel Beckett, regia di Riccardo Liberati, Teatro Politecnico, Roma (1985)
- Macbeth di William Shakespeare, regia di S. Benedetto, Villa Medici, Roma (1985)
- Hermaphrodito da Alberto Savinio, regia di Riccardo Liberati, Teatro La Piramide, Roma (1987)
- Turandot di Giacomo Puccini, come mimo solista, regia di Sylvano Bussotti, Teatro Teatro dell’Opera, Roma (1987)
- Un ballo in maschera di Giuseppe Verdi, come mimo solista, regia di Sylvano Bussotti, Teatro dell’Opera, Roma (1987)
- La Foresta Radice Labirinto di Italo Calvino, regia di Roberto Andò, Teatro La Cometa, Roma (1987)
- Antipasqua di Franco Cordelli, regia di Gianfranco Varetto, Festival di Fondi (1987)
- Le grandi pulizie di Peter Nadas, regia di Gianfranco Varetto, Teatro Trianon, Roma 1988
- Il randagio di Enzo Cormann, regia di Gianfranco Varetto, Teatro Trianon, Roma (1988)
- Tito Andronico di William Shakespeare, regia di Peter Stein, Teatro Ateneo, Roma (1989)
- Gli ultimi giorni dell'umanità di Karl Kraus, regia di Luca Ronconi, Lingotto, Torino (1990)
- La pazza di Challot di Jean Giraudoux, regia di Luca Ronconi, Teatro Stabile, Torino 1991
- Le esequie della luna di Lucio Piccolo, regia di Roberto Andò, Orestiadi, Gibellina (1991)
- Artrosi di Lina Prosa, regia di Mauro Avogadro, Monreale (1991)
- Carne, testo e regia di Walter Malosti, Santarcangelo Festival (1992)
- Pithagora iperboreo di Marco Palladini, con Krypton (compagnia teatrale), regia di Giancarlo Cauteruccio, Teatro Studio, Scandicci (1992)
- Nniriade, di Lina Prosa, con Krypton (compagnia teatrale), regia Giancarlo Cauteruccio, Festival Di Castiglioncello, Livorno (1993)
- L'ultimo nastro di Krapp di Samuel Beckett, con Krypton (compagnia teatrale), regia di Giancarlo Cauteruccio, Teatro Studio, Scandicci (1993)
- Hedda Gabler di Henrik Ibsen, regia di Giancarlo Nanni, Teatro Vascello, Roma (1993)
- Come vi piace di William Shakespeare, regia di Giancarlo Nanni, Teatro Vascello, Roma (1993)
- Mari Carmen, testo e regia di Andrés Morte, Festival di Montalcino (1994)
- Pontormo - Felicità turbate di Mario Luzi, regia di Federico Tiezzi, 58º Maggio Musicale Fiorentino (1995)
- Tutto per amore di John Dryden, regia di Riccardo Reim, Borgio Verezzi (1995)
- La via del sexo di Nino Gennaro, con Krypton (compagnia teatrale), regia di Giancarlo Cauteruccio, Teatro Studio di Scandicci (1996)
- Nella giungla delle città di Bertolt Brecht, regia di Federico Tiezzi, Teatro Vittorio Emanuele II, Messina (1997)
- Scene di Amleto I, II, III da William Shakespeare, regia di Federico Tiezzi, Prato (1998-1999), Modena (2000)
- Zio Vanja di Anton Cechov, regia di Federico Tiezzi, Biennale di Venezia (1999)
- L'apparenza inganna di Thomas Bernhard, regia di Federico Tiezzi, Santarcangelo Festival (2000)
- L'Ambleto di Giovanni Testori, regia di Federico Tiezzi e Sandro Lombardi, Festival di Benevento (2001)
- Amleto di William Shakespeare, regia di Federico Tiezzi, Teatro Bonci, Cesena (2002)
- Gli uccelli di Aristofane, regia di Federico Tiezzi, Teatro Goldoni, Firenze (2005)
- I giganti della montagna di Luigi Pirandello, regia di Federico Tiezzi, Teatro Argentina, Roma (2007)
- Passaggio in India di Santha Rama Rau, dall’omonimo romanzo di E. M. Forster, regia di Federico Tiezzi, Teatro Metastasio, Prato (2008)
- I promessi sposi alla prova di Giovanni Testori, regia di Federico Tiezzi, Piccolo Teatro, Milano (2010)
- Ti mando un bacio nell’aria di Sabrina Petyx, regia di Giuseppe Cutino, CRT Salone, Milano (2012)
- Questa sera si recita a soggetto di Luigi Pirandello, regia di Federico Tiezzi, Piccolo Teatro, Milano (2016)
- Antigone di Sofocle, regia di Federico Tiezzi, Teatro Argentina, Roma (2017)
- Edoardo II di Christopher Marlowe, regia di Laura Angiulli, Napoli Teatro Festival Italia, Napoli (2017)
- La bancarotta di Vitaliano Trevisan, da Carlo Goldoni, regia di Serena Sinigaglia, Teatro Teatro Stabile, Bolzano (2019)
- La pace di Aristofane, regia di Daniele Salvo, Siracusa (2023)

### Regie

#### Regista e interprete
- Una divina di Palermo di Nino Gennaro, Teatro Vascello, Roma (1994) – co-regia di Marcello Cava
- Alla fine del pianeta di Nino Gennaro, Teatro Studio di Scandicci (1997)
- Rosso Liberty di Nino Gennaro, Festival di Radicondoli (1997)
- Teatro Madre di Nino Gennaro, Cantieri Culturali alla Zisa, Palermo (1999)
- De Profundis - una ballata per Oscar Wilde di Luca Scarlini e Massimo Massimo Verdastro, Festival di Castiglioncello (2000)
- Nel vostro fiato son le mie parole da Le Rime di Michelangelo Buonarroti di Michelangelo Buonarroti, chiesa Ss. Apostoli, Roma (2003)
- SuperElioGabbaret - Bestiario romano di Massimo Verdastro e Luca Scarlini, Festival di Benevento (2003) – co-regia di Laura Angiulli
- Eros e Priapo da Carlo Emilio Gadda, Festival Fabbrica Europa, Firenze (2005) – co-regia di Roberto Bacci
- Satyricon - Una visione contemporanea da Petronio, Teatro Vascello, Roma (2012)
- Ecuba & Company di Lina Prosa (da Euripide), Teatro Nuovo Montevergini, Palermo (2012)
- Il padiglione delle meraviglie di Ettore Petrolini, Teatro Vascello, Roma (2013)
- Sandro Penna, una quieta follia di Elio Pecora, Orestiadi, Gibellina (2015)
- Non ho tempo di badare ai miei killer di Nino Gennaro, Teatro Biondo, Palermo 2016 – co-regia di Giuseppe Cutino
- Satyricon - Frammenti di un kolossal da camera da Petronio, Teatro Van Teatro van Westerhout di Mola di Bari (2017)
- Sogno di una notte di mezza estate di William Shakespeare, Teatro van Westerhout di Mola di Bari (2018)

#### Solo regista
- Molly B e le rose di Gibilterra, dall'Ulisse di James Joyce, Teatro Valle, Roma (2002)
- Cantos, da i Cantos di Ezra Pound, Festival Fabbrica Europa, Firenze (2004)
- Saffo o il volo dell'acrobata da Marguerite Yourcenar, con Manuela Kustermann, Teatro Vascello, Roma (2013)
- Madame Céline o il ballo della malora, di L. Scarlini e M. Verdastro, con Francesca Benedetti, Giardini della Filarmonica, Roma (2014)
- Baccanti/Le altre, di Lina Prosa (da Euripide), Teatro Garibaldi, Palermo (2014)
- La dodicesima notte di William Shakespeare, Teatro van Westerhout di Mola di Bari (2016)

## Cinema
- Il mnemonista, regia di Paolo Rosa (2000)
- Lo sguardo di Ophelia, regia Graziano Staino (2006)
- Habemus Papam, regia di Nanni Moretti (2011)

## Televisione
- Festa d’agosto, regia di Letizia Battaglia, (Rai 3, 1983)
- Maledetto Rock, regia di Gianni Orazi, (Rai 3, 1986)
- Alice attraverso lo specchio, regia di M. D'Amico e R. Pace, (Rai 2, 1986)
- REX (La mamma è sempre la mamma), regia di Marco Serafini, (Rai 1, 2009)

## Radio
- Letture da…, regia di Michele Perriera (Rai Radio 2, 1979)
- I beati Paoli di Luigi Natoli, adattamento e regia di Vittorio Brusca e Gabriella Savoia (Rai Radio 1, 1987)
- Un poeta, un attore (Rai Radio 2, 1988)
- I teatri alla radio: Santa Giovanna dei macelli di Bertolt Brecht, regia di Federico Tiezzi (Rai Radio 3, 1998)
- Uomini e profeti (Rai Radio 3, 2002)
- Il teatro di Radio 3: L'apparenza inganna di Thomas Bernhard (Rai Radio 3, 2014)
- Il teatro di Radio 3: Eros e Priapo di Carlo Emilio Gadda (Rai Radio 3, 2014)
- Il teatro di Radio 3: Non ho tempo di badare ai miei killer di Nino Gennaro (Rai Radio 3, 2016)
- Giornata mondiale della poesia: Sandro Penna – Una quieta follia di Elio Pecora (Rai Radio 3, 2017)

## Premi e riconoscimenti
Premio Ubu - 2001/2002
Miglior attore non protagonista per L'Ambleto di Giovanni Testori

## Altre attività
Nel 2005 cura la pubblicazione del libro Teatro Madre di Nino Gennaro per "Editoria e Spettacolo".
Nel 2010 pubblica i libro La pinacoteca teatrale per Titivillus.
Nel 2018 ai Cantieri Culturali alla Zisa di Palermo, viene presentata una mostra fotografica di suoi scatti intitolata Sguardi d'attore al "Centro Internazionale di Fotografia" diretto da Letizia Battaglia.